# Distrito de Pariacoto
El distrito de Pariacoto es uno de los doce distritos de la provincia de Huaraz, ubicado en el departamento de Áncash, en el Perú. Limita por el norte con la provincia de Carhuaz; por el noroeste, con el distrito de Cochabamba  y la provincia de Yungay; por el este, con el distrito de Pira; por el sur, con el distrito de Colcabamba y el distrito de Pampas y por el oeste; con la provincia de Casma.

## Historia
El 2 de enero de 1857, se realizó la creación política del distrito de Pariacoto, en la gestión presidencial del Mariscal Ramón Castilla. Dos sacerdotes católicos europeos fueron asesinados por Sendero Luminoso. Los cuales fueron beatificados.

## Etimología
El nombre 'Pariacoto' proviene de dos palabras del idioma quechua ancashino:
- La  primera palabra: parya, es el nombre del gorrión andino, pájaro conocido también como pichuychanka.[3]

- La segunda palabra es qutu que significa morro, elevamiento, también amontamiento, almacén, cantera. Tiene significado anatómico de bocio o coto.[4]

- De modo que Pariacoto significaría morro de gorriones.

Sin embargo, parya nombra, en el protoquechua, al bermellón, relacionado con el cinabrio, un compuesto de azufre y mercurio; de tal manera cupiese plantear pariacoto < parya qutu = cantera de cinabrio. I. e. Pariacoto = cantera de cinabrio

## Historia
El pueblo se funda sobre la base de la hacienda del mismo nombre, ex propiedad de la familia Ramos. Es un distrito netamente agrícola, productor de frutas. Existen yacimientos arqueológicos preincaicos, construcciones líticas y restos de ceramios, sobre todo de color negro. Podrían pertenecer a la cultura Sechín.

## Geografía
Tiene una población estimada mayor a 4.000 habitantes. Su capital es el pueblo de Saénz Peña de Pariacoto más conocido simplemente como Pariacoto.

## Autoridades

### Municipales
- 2023 - 2026 [6]
  - Alcalde: Hugo Vergara Mejia, de Socios por Ancash.
- 2019 - 2022[7]
  - Alcalde: César Augusto Sánchez Mejía, de Alianza para el Progreso.
  - Regidores:

  1. Leonardo Teodoro Cochachín Rompe (Alianza para el Progreso)
  2. Faustino Jovito Ángeles Ramírez (Alianza para el Progreso)
  3. Pablo Teobaldo Ramírez Bergara (Alianza para el Progreso)
  4. Madeleyne del Pilar Castillo Sifuentes (Alianza para el Progreso)
  5. Fidel Giraldo Vergara (Podemos por el Progreso del Perú)

Alcaldes anteriores
- 2007 - 2010 Artemio Mejía Ramos con el APRA.
- 2011 - 2014:[8] Romulo Isaias Coral Silva, del Movimiento independiente regional Río Santa Caudaloso (MIRRSC).

## Festividades
- Semana Santa
- Señor de Mayo